# باكسيليس مورليندي
باكسيليس مورليندي (بالفرنسية: Paccelis Morlende)‏ مواليد 19 أبريل 1981 في فرنسا، هو لاعب كرة سلة فرنسي. بدأ مسيرته الاحترافية في سنة 1998. تم اختياره من قبل فريق فيلادلفيا سفنتي سيكسرز خلال الدرافت. يحمل الرقم 14.

## المسيرة الاحترافية
لعب مع جاي دي أيه ديجون في الدوري الفرنسي من سنة 1998 إلى 2004، ثم لعب مع تريفيزو لكرة السلة في الدوري الإيطالي في موسم 2004–2005، ثم لعب مع روزيتو شاركز في سنة 2005، ثم لعب مع نادي بلد الوليد لكرة السلة في الدوري الإسباني في سنة 2006، ثم لعب مع بي سي إم جرافيلين في الدوري الفرنسي من سنة 2006 إلى 2008، ثم لعب مع أسفيل باسكت من سنة 2012 إلى 2014.

## روابط خارجية
- باكسيليس مورليندي على موقع الاتحاد الدولي لكرة السلة (الإنجليزية)
- باكسيليس مورليندي على موقع سبورتس رفرنس (الإنجليزية)
- باكسيليس مورليندي على موقع الدوري الإسباني لكرة السلة (الإسبانية)
- باكسيليس مورليندي على موقع كرة السلة الأوروبية.كوم (الإنجليزية)
- باكسيليس مورليندي على موقع ريلجم (الإنجليزية)
- باكسيليس مورليندي على موقع بروبوليرز (الإنجليزية)
- باكسيليس مورليندي على موقع سبورتس رفرنس (الإنجليزية)